# Jan Malinowski (poseł na Sejm PRL)
Jan Malinowski (ur. 30 lipca 1940 w Zarzeczce w powiecie kostopolskim) – polski rolnik i działacz ludowy, poseł na Sejm PRL VI i VII kadencji.

## Życiorys
Uzyskał wykształcenie średnie. W 1959 ukończył Technikum Ogrodnicze w Pruszczu Gdańskim. Przez krótki czas pracował w gospodarstwie rolnym rodziców, a następnie, (do 1968) zatrudniony był na stanowisku agronoma gromadzkiego w Powiatowym Związku Kółek Rolniczych w Pruszczu Gdańskim. Przejął później gospodarstwo po rodzicach w Kolniku.
W 1958 przystąpił do Zjednoczonego Stronnictwa Ludowego i Związku Młodzieży Wiejskiej. Był przewodniczącym zarządu wojewódzkiego ZMW, a także członkiem plenum Wojewódzkiego Komitetu ZSL oraz Głównej Komisji Rewizyjnej partii. W 1965 został radnym Powiatowej Rady Narodowej w Pruszczu Gdańskim, w której od 1969 był członkiem prezydium. W 1972 i 1976 uzyskiwał mandat posła na Sejm PRL w okręgu Gdańsk. Przez dwie kadencje zasiadał w Komisji Rolnictwa i Przemysłu Spożywczego, w trakcie VII kadencji ponadto w Komisji Spraw Wewnętrznych i Wymiaru Sprawiedliwości.

## Odznaczenia
- Srebrny Krzyż Zasługi (1969)
- Złote Odznaczenie im. Janka Krasickiego (1972)
- Złoty Krzyż Zasługi (1972)[potrzebny przypis]
- Zasłużony Ziemi Gdańskiej[potrzebny przypis]